# Shopping de Tres Cruces
Tres Cruces Shopping, o simplemente Tres Cruces, es un centro comercial de la ciudad de Montevideo ubicado en el barrio del mismo nombre, dentro del mismo se ubica la mayor terminal de autobuses del país y de la ciudad, la terminal del mismo nombre.  

## Historia

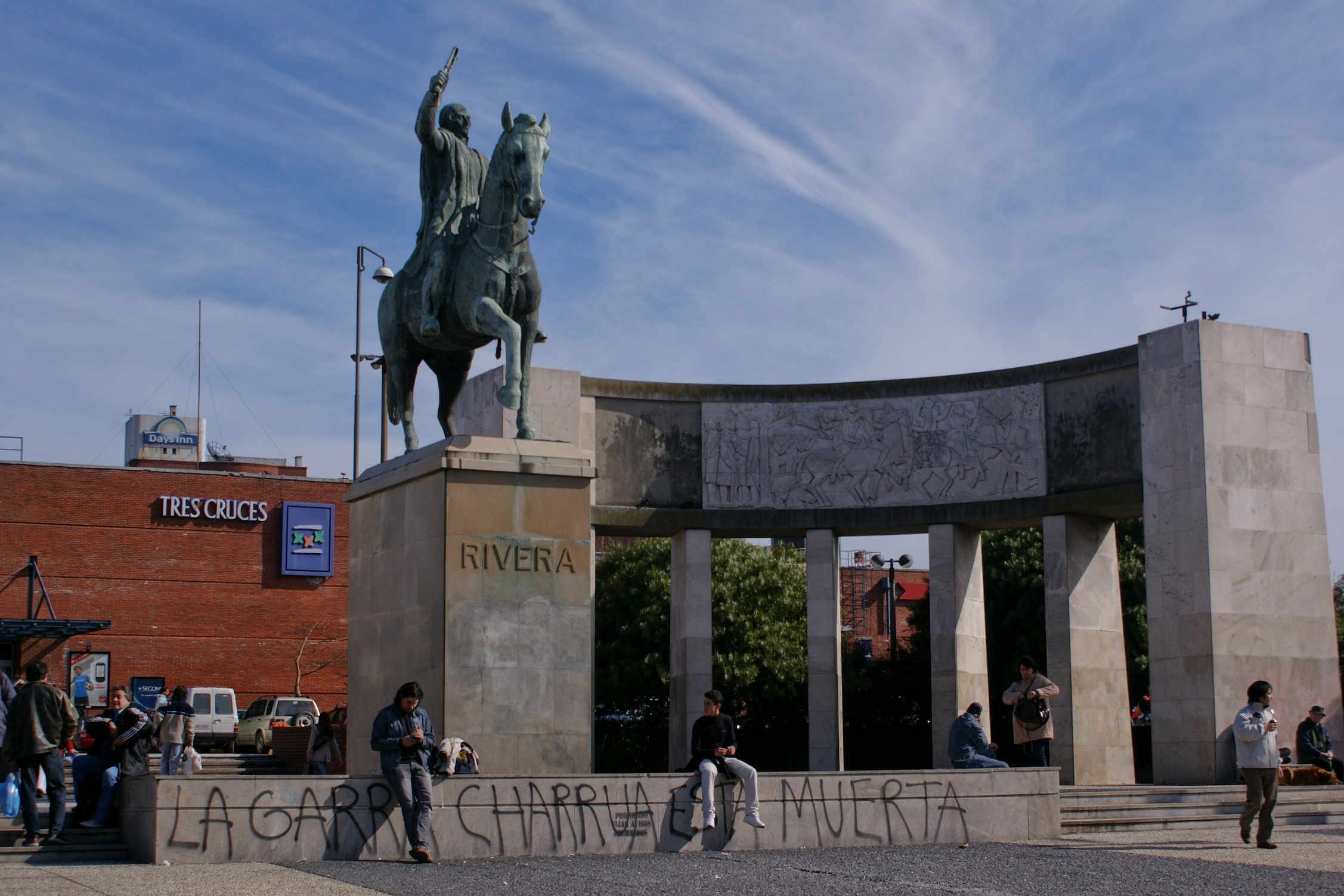
El Shopping Terminal de Tres Cruces mucho antes de su incendio y ampliación. 7 de agosto de 2010.

El 11 de julio de 1991, el entonces presidente de la República Luis Lacalle Herrera firmó el convenio para la construcción de una nueva y moderna Terminal de ómnibus, como también del segundo Shopping Center del país. Este nuevo edificio se construiría en un predio perteneciente al estado, comprendido por las calles  Dr. Salvador Ferrer Serra, Eduardo Acevedo Díaz, Goes, y Bulevar Artigas, específicamente en la zona de Tres Cruces. La concreción del proyecto significaria un cambio radical y una revitalizacion de dicha zona. El diseño del Shopping Terminal estuvo a cargo del arquitecto Guillermo Gómez Platero.
Finalmente la terminal y el centro comercial, fueron inaugurados el 16 de noviembre de 1994. En su comienzo en la terminal prestaron servicio cuarenta y dos compañías de transporte de pasajeros y encomiendas, y más de 80 locales comerciales en la planta superior.
En la Navidad de 2010 un grave incendio afectó gran parte del edificio, provocando la destrucción total de ocho locales y la clausura de doce comercios. No sólo afecto al área del centro comercial, sino también a la terminal motivo por el cual durante varios días los servicios de transporte partieron y arribaron hacia el sector de la tribuna América del Estadio Centenario. En el estacionamiento del centro comercial, se instalaron enormes carpas donde se ubicaron la mayoría de comercios y tiendas, los cuales se vieron afectados por el incendio ya que el mismo se ocasionó en dicho sector. Posteriormente comenzarían las obras para reconstruir las áreas afectadas del edificio, a lo que se sumaría también el proyecto de ampliación del centro comercial más hacia el sector de estacionamientos y al monumento al General Fructuoso Rivera. Esta construcción no sólo amplió el sector comercial, sino que también debieron construirse nuevos estacionamientos, sumándose un total de 600 plazas techadas. El sector pasajeros también se vio beneficiado con la construcción de nuevos andenes y plataformas.

## Actualidad

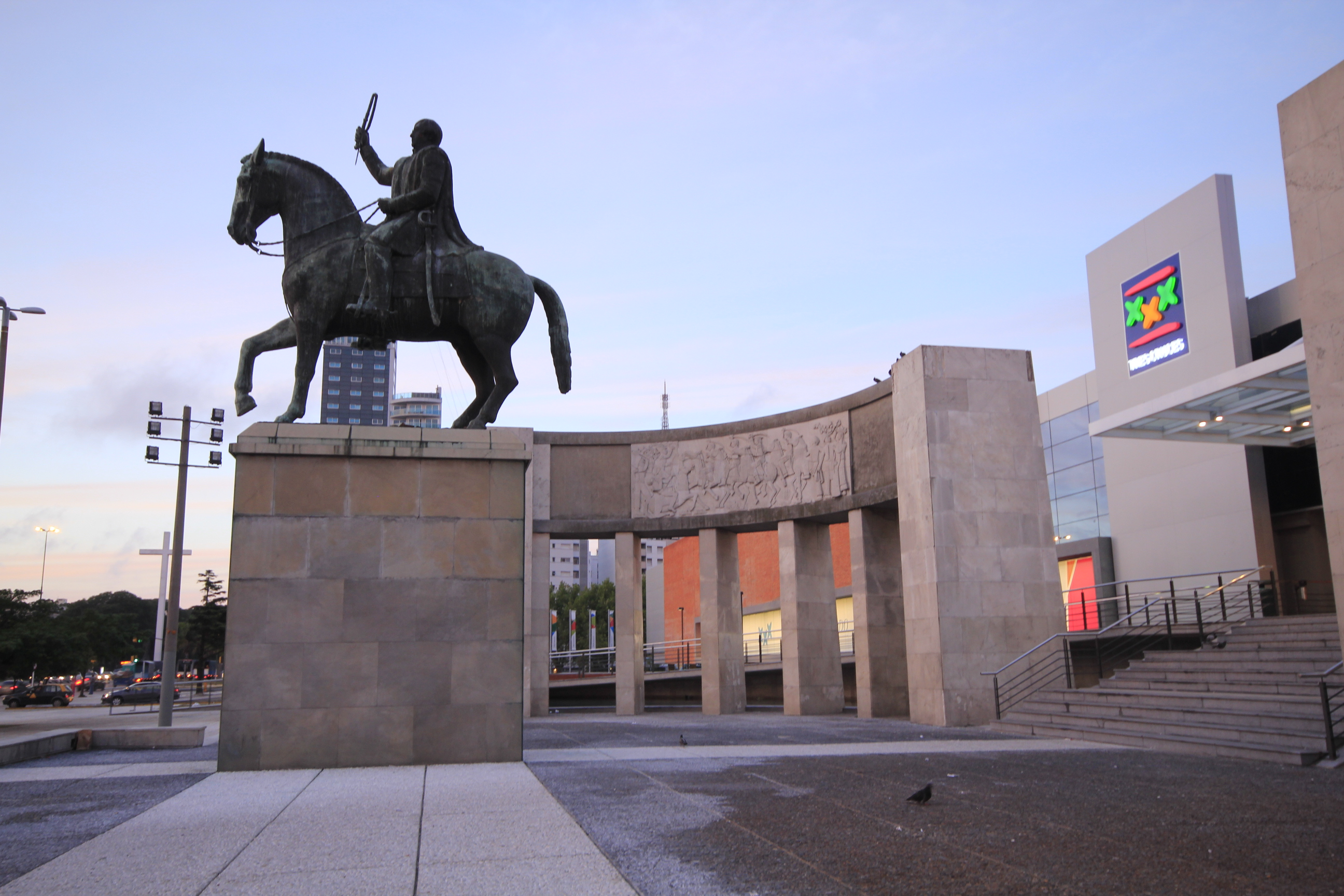
Tres Cruces luego de su ampliación.

En 2019 se construyó un nuevo nivel sobre el techo del edificio, con un total de 6500 m². Esta obra incluyó también al ampliación del estacionamiento. Y la reconstrucción del Monumento a Fructuoso Rivera 
Dicha ampliación elevó la cantidad de tiendas comerciales ubicadas dentro del centro comercial, contando en la actualizada con un total de 190 tiendas. De las mismas se destacan las marcas BAS,  Mis Petates, Puma, Renner, Mote, Starbucks y Antel, entre otras.  
Con la aparición de los primeros casos de COVID-19 en Uruguay y la declaración de emergencia sanitaria por el gobierno, el sector sector comercial fue uno de los más afectados. Los centros comerciales debieron estar estar cerrados, durante casi tres meses hasta su apertura a inicios del mes de junio de ese mismo año. El Shopping Tres Cruces no sólo se vio afectado el sector comercial, sino también el sector terminal, producto de la crisis en el sector transporte y el sector turístico.